# Agustín de Echeverz Subiza
Agustín de Echeverz Subiza y Espinal (Asiáin, 29 de agosto de 1646-Pamplona, 15 de octubre de 1699) fue un noble español, caballero de la Orden de Santiago y I marqués de San Miguel de Aguayo y vizconde de Santa Olalla.

## Biografía
Perteneciente a una familia hidalga navarra con casa en Berrioplano, era hijo de Pedro Echeverz Espinal y Toro, capitán del ejército, y de Isabel Subiza y Bernedo, ambos señores de los palacios cabo de armería de Esparza de Galar y Zariquiegui, en la Cendea de Cizur. Este matrimonio, nacidos ambos en Pamplona, se casaron en la misma ciudad el 12 de diciembre de 1638 y tuvieron trece hijos. Los once primeros nacidos en Asiáin: Jerónimo (1644), Agustín (1646), Teresa (1647), Miguel José (1649), Francisco Leonardo (1651), Antonio (1652), Baltasar Antonio (1654), Beatriz María (1655), Francisco Salvador (1659), Francisca Josefa (1660), Juana Francisca Micaela (1665); mientras que los dos últimos nacieron en Pamplona, Pedro Fermín e Isabel (1657), nacidos en un solo parto.
Antonio de Echeverz Subiza, que falleció en Guatemala en 1733, sería general y almirante, además de presidente, gobernador y capitán general de la Audiencia de Guatemala.
Agustín de Echeverz fue nombrado gobernador y capitán general del Nuevo Reino de León, y detentaba los títulos de Alguacil Mayor perpetuo del Reino de Navarra y alcalde de Pamplona.
Agustín se casó en 1667 con Francisca de Valdés y Alcega Rejano y Urdiñola, bautizada en Durango (Nueva Vizcaya), el 18 de octubre de 1645. Francisca era hija de Luis de Valdés y Rejano casado con María de Alcega y Urdiñola siendo, por línea materna, bisnieta de Francisco de Urdíñola y Larrumbide, conquistador de Nueva Vizcaya en 1572 y propietario del mayor latifundio de la Nueva España. De este matrimonio nació Ignacia Javiera de Echeverz y Valdés (1673-1733), que sería la II marquesa de San Miguel de Aguayo y que casaría con José de Azlor y Virto de Vera (Huesca, 1672 - f. Nueva España, 1734), hijo del conde de Guara, gentilhombre de S.M., y mariscal de campo. Gobernador y capitán general de Coahuila y Texas.

## Marquesado de San Miguel de Aguayo
La villa de San Miguel de Aguayo y el barrio de Santa Olalla se convirtieron en un señorío jurisdiccional, en un marquesado, a finales del siglo XVII.